# Dominium Visurgis
Mit dem lateinischen Ausdruck Dominium Visurgis (D. V.) (dt.: ‚Beherrschung der Weser‘) wurde das  Bestreben der Stadt Bremen im 15. bis 16. Jahrhundert ihren Machtbereich weserabwärts auszudehnen bezeichnet.

## Geschichte

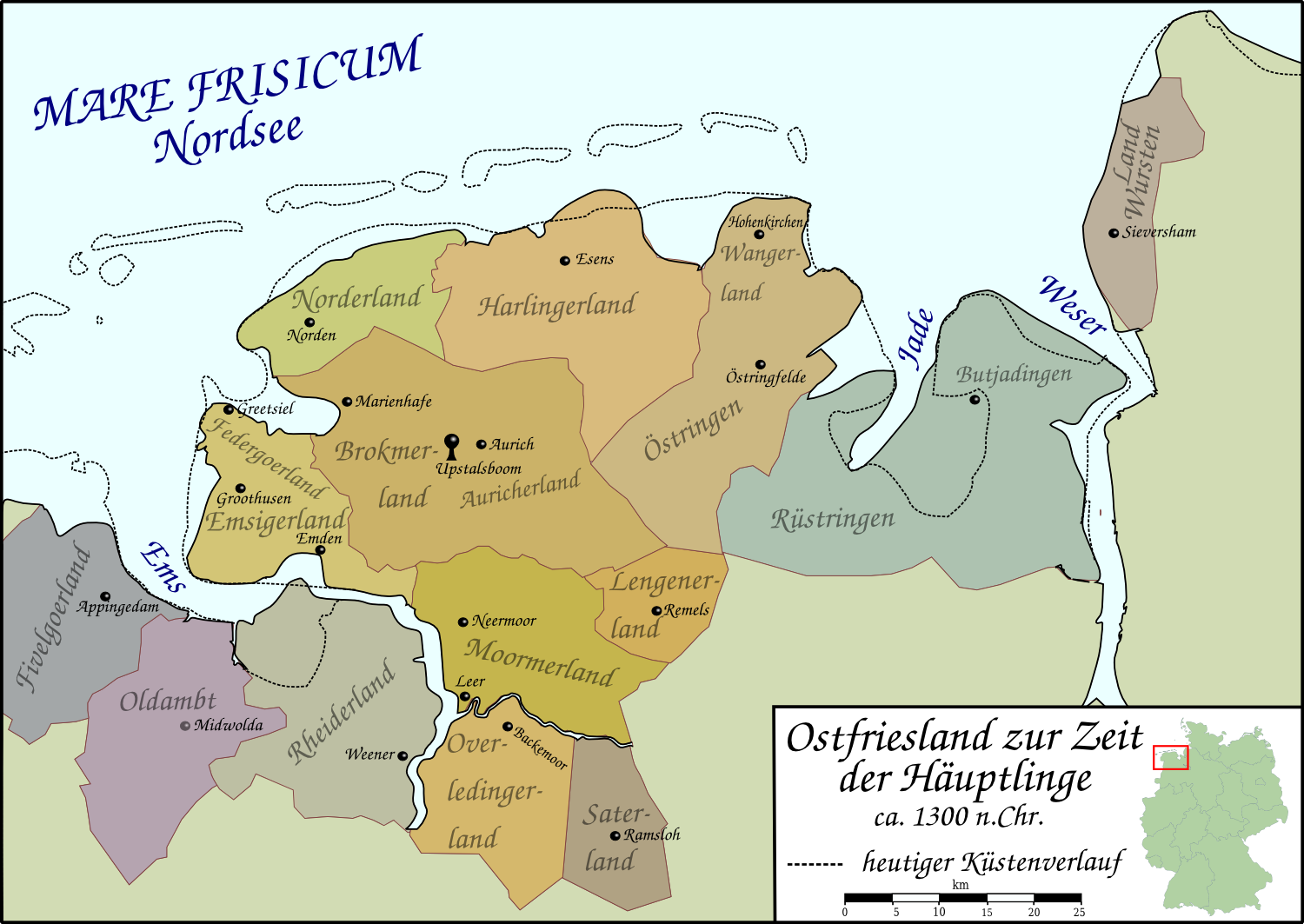
Ostfriesland um 1300

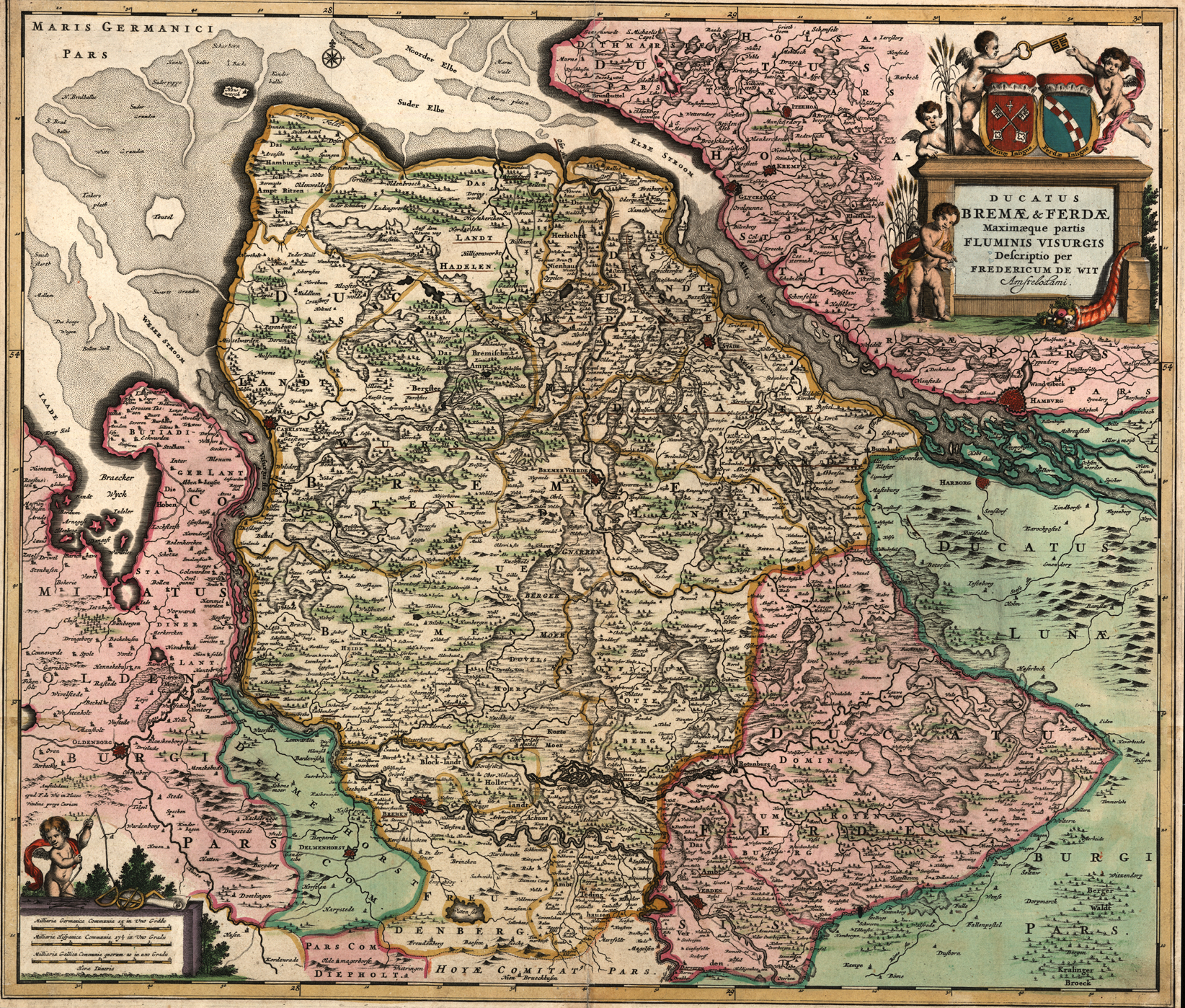
Bremer Bistum, 1655

Im Mittelalter umfasste die Stadt den Bereich der heutigen Altstadt, die teilweise, und ab dem 13. Jahrhundert ganz, durch die Bremer Stadtmauer geschützt wurde. Zu Bremen gehörten weiterhin mehrere stadtnahe Bereiche, deren Umfang sich rechts und links der Weser zunehmend erweiterten.
Die Absicht des Bremer Rates war es, einen bremischen Staat zu beiden Seiten der Unterweser aufzubauen. Bremen wollte dadurch seine politische wie auch die wirtschaftliche Stellung in Norddeutschland stärken und einen direkten Zugang über die Wesermündung zur Nordsee erhalten.
Anfang des 15. Jahrhunderts expandierte Bremen und erreichte seine größte Ausdehnung und Machtfülle im Mittelalter. Um 1400 waren Butjadingen (1385 bis 1424), das Stadland westlich der Wesermündung (1385 bis 1424), die Herrschaft Bederkesa, Lehe, das Land Wührden, Blumenthal, Nieder- und Obervieland, Huchting, Blockland, Borgfeld und Hollerland bremische Territorien. Zusätzlich besaß die Stadt mit der Norder Osterstade und einem das Land Wursten im Nordosten begrenzenden Gebiet noch zwei Pfandbesitztümer. Bremen konnte aber seine Gebiete an der linken unteren Weserseite gegen die hartnäckigen Friesen nicht dauerhaft verteidigen, und diese stießen immer wieder in eroberte Territorien vor. Bremen zog sich 1424 nach einer Besetzung der Gebiete durch die ostfriesischen Häuptlinge (tom Brok, Focko Ukena, Sibet Lubben) aus Butjadingen und Stadland zurück.
1484 wehrten das Land Wursten und Bremen in einer Fehde die Besetzung des Land Wurstens durch Herzog Johann IV. von Sachsen-Lauenburg gemeinsam ab. 1499 besetzte Graf Johann von Oldenburg das Stadland und Butjadingen. Das Land Wursten stellte sich 1500 auf Grund weiterer Bedrohungen von Sachsen-Lauenburg unter den „Schutz“ des Erzbischofs von Bremen. 1504 fiel das Bremer Pfand Landwürden an die Grafschaft Oldenburg zurück. Die territoriale Eingliederung des Marschenlandes an der Wesermündung in die Territorien Bistum Bremen und Grafschaft Oldenburg war dauerhaft nicht zu verhindern.   
Bremen verzichtete auf weitere Versuche, das „Dominium Visurgis“ auszubauen.